# Valentin Granatkin Memorial
Il  Valentin Granatkin Memorial è una competizione calcistica riservata a rappresentative Under-19 che si svolge dal 1981.

## Storia
Nel 1981 a Mosca si è tenuta la prima edizione del Granatkin Memorial - il torneo di calcio giovanile internazionale promosso Presidente dalla FIFA João Havelange in memoria della Vicepresidente FIFA Valentin Granatkin.
Alla prima edizione ha assistito il presidente del C.I.O Juan Antonio Samaranch. 
Nel 1981 e nel 1982 il torneo si è tenuta a Mosca. Dal 1983 Leningrado divenne la sede del Memorial. 
Fino al 1992 in dodici tornei hanno preso parte le squadre combinate provenienti da 16 paesi.
Il secondo periodo del Memorial iniziata nel 2001 con una nuova formula. 
Al Granatkin hanno giocato le future stelle del calcio mondiale come Andreas Möller, Oliver Bierhoff, Carsten Jancker, Marcel Desailly, Igor' Kolyvanov e Alexandr Mostovoi.

## Albo d'Oro
- 1981  Germania Ovest
- 1982  Unione Sovietica
- 1983  Unione Sovietica
- 1984  Unione Sovietica
- 1985  Unione Sovietica
- 1986  Unione Sovietica
- 1987  Unione Sovietica
- 1988  Unione Sovietica
- 1989  Unione Sovietica
- 1990  Unione Sovietica
- 1991  Unione Sovietica
- 1992  Germania Ovest
- 2001  Russia
- 2002  Russia
- 2003  Corea del Sud
- 2004  Russia
- 2005  Russia
- 2006  Germania
- 2007  Germania
- 2008  Bielorussia
- 2009  Russia
- 2010  Russia
- 2011  Italia
- 2012  Finlandia
- 2013  Russia
- 2014  Giappone
- 2015  Russia[4]
- 2016  Slovenia
- 2017  Russia